# Synlett
Synlett (abrégé en Synlett) est une revue scientifique bimensuelle à comité de lecture qui publie des articles concernant le domaine de la chimie organique.
D'après le Journal Citation Reports, le facteur d'impact de ce journal était de 2,419 en 2014. L'actuel directeur de publication est K. P. C. Vollhardt (Université de Californie, États-Unis).